# Папа Виктор III
Папа Виктор III (лат. Victor III; Беневенто, око 1027 - Монте Касино, 16. септембар 1087) је био 158. папа од 30. маја 1086. до 16. септембра 1087.